# Cybocephalus musculus
Cybocephalus musculus is een keversoort uit de familie Cybocephalidae. De wetenschappelijke naam van de soort is voor het eerst geldig gepubliceerd in 1976 door Endrödy-Younga.